# Conus fumigatus
Conus fumigatus е вид охлюв от семейство Conidae. Видът не е застрашен от изчезване.

## Разпространение
Разпространен е в Джибути, Египет, Еритрея, Йемен, Саудитска Арабия, Сомалия и Судан.